# آهن‌بر
آهن‌بَرها یا سیدروفورها (به انگلیسی: Siderophore)، مولکول‌های کوچکی هستند که به صورت کی‌لیت با آهن پیوند دارند و به‌وسیله میکروارگانیسم‌های گوناگون از قبیل باکتری‌های بی‌هوازی، قارچ‌ها و ریشه‌های گیاهان ساخته می‌شوند.
سیدروفورها به بالاترین قدرت حل‌شوندگی در ترکیب با آهن III اشتهار دارند.

## ساختار
سیدروفورها در حالت پایدار معمولاً ساختار هشت‌وجهی، شش کوردیناسیونی با آهن دارند؛ اگرچه گاهی آب نیز می‌تواند کوردینه شود. موثرترین سیدروفورها، آن دسته‌ای هستند که دارای لیگاندهای دودندانه هستند و با آهن ترکیب شش‌کوردینه می‌سازند، می‌باشند.
تاکنون نزدیک به ۲۰۰ نمونه سیدروفور شناسایی شده‌اند.

## گوناگونی
نمونه‌هایی از سیدروفورهای تولیدشده به‌وسیله برخی باکتری‌ها و قارچ‌ها:

فری‌کروم، یک سیدروفور هیدروکسامات

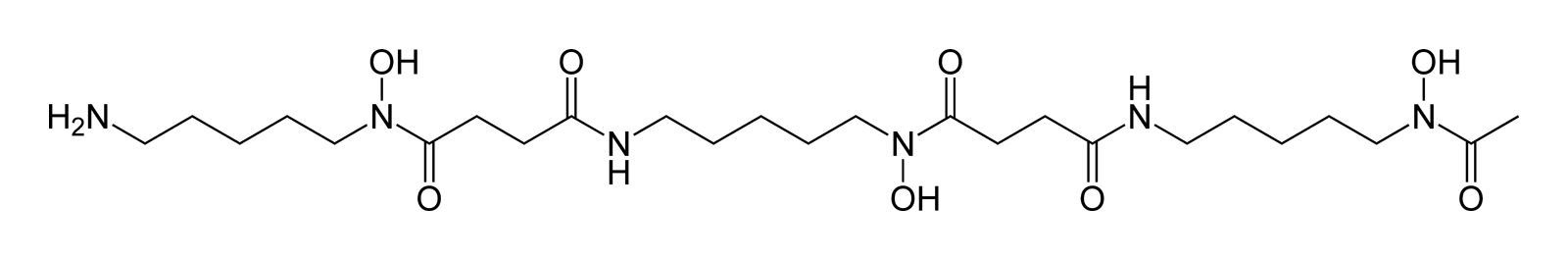
دفروکسامین، یک سیدروفور هیدروکسامات

انتروباکتین، یک سیدروفور هیدروکسامات

سیدروفورهای هیدروکسامات
| سیدروفور                              | ارگانیسم                                 |
| ------------------------------------- | ---------------------------------------- |
| فریکروم                               | Ustilago sphaerogena                     |
| Desferrioxamine B (دفروکسامین مسیلات) | پیچیده‌قارچ pilosus پیچیده‌قارچ coelicolor |
| Desferrioxamine E                     | پیچیده‌قارچ coelicolor                    |
| fusarinine C                          | فیوزاریم roseum                          |
| ornibactin                            | مجموعه بورخولدریا سپاسیا                 |
| رودوتورولیک اسید                      | Rhodotorula pilimanae                    |

سیدروفورهای کته‌کولات
| سیدروفور      | ارگانیسم                          |
| ------------- | --------------------------------- |
| انتروباکتین   | اشریشیا کلی enteric bacteria      |
| bacillibactin | باسیلوس سوبتیلیس باسیلوس آنتراسیس |
| vibriobactin  | ویبریو کلرا                       |

لیگاندهای مختلط
| سیدروفور      | ارگانیسم             |
| ------------- | -------------------- |
| پیووردین      | آزوتوباکتر وینلاندی  |
| پیووردین      | سودوموناس آئروژینوزا |
| یرسینی‌آباکتین | یرسینیا پستیس        |